# Linea Odakyū Enoshima

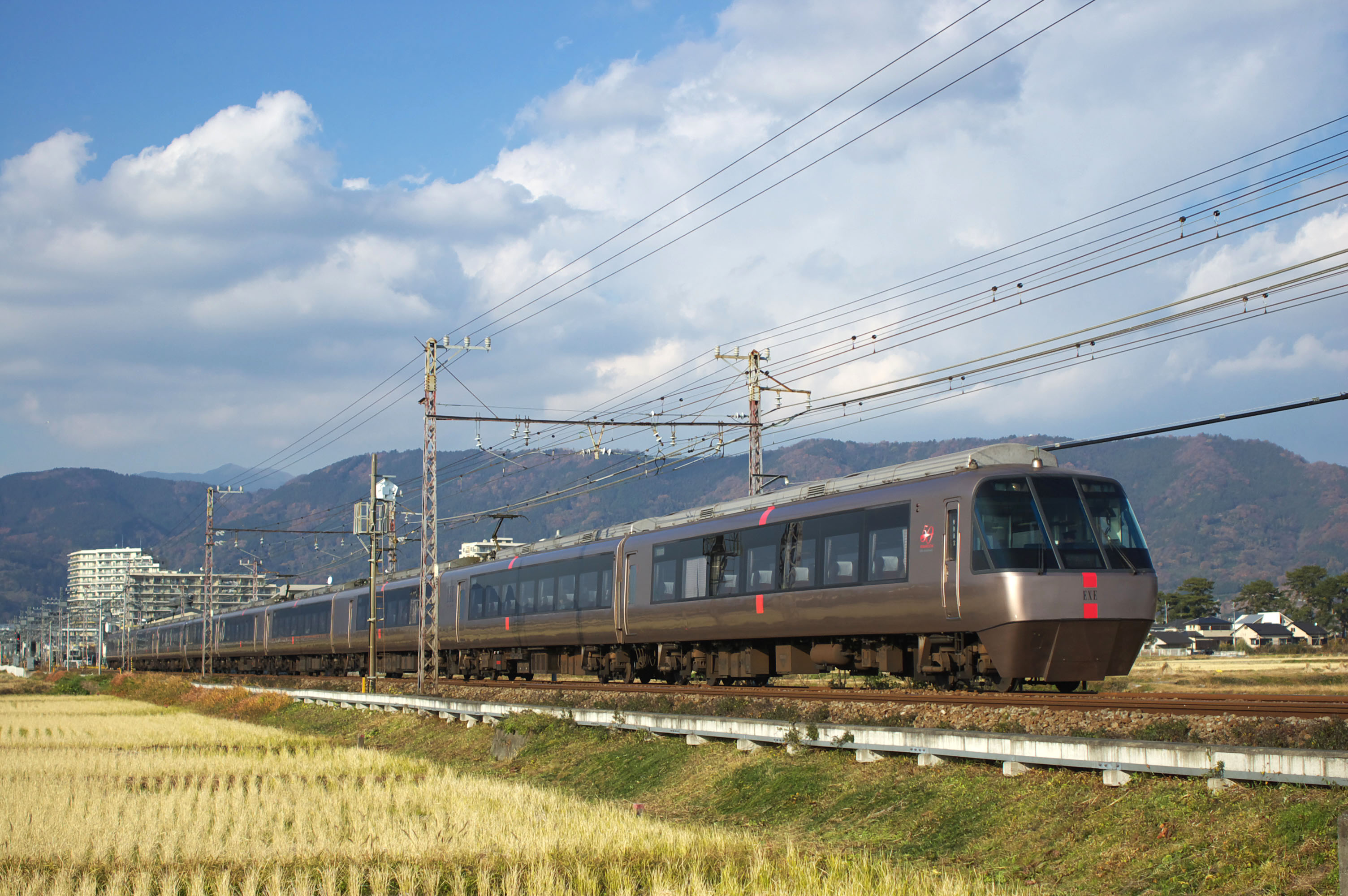
Un treno della serie 30000 in corsa in aperta campagna

La  Linea Odakyū Enoshima (小田急江ノ島線?, Odakyū Enoshima-sen) gestita dalle Ferrovie Odakyū è una ferrovia a scartamento ridotto situata nella periferia sud-ovest di Tokyo che collega le stazioni di Sagami-Ōno a Sagamihara e Katase-Enoshima, a Fujisawa, entrambe nella prefettura di Kanagawa. Alcuni treni continuano sulla linea Odakyū Odawara fino a Shinjuku.

## Servizi e stazioni
Salvo indicato diversamente, tutti i treni provengono dalla stazione di Shinjuku. Le abbreviazioni dei treni sono al solo scopo di praticità per la tabella sottostante.
Espresso Limitato (特急?, tokkyū) (EL)
Da Shinjuku a Katase-Enoshima
Espresso Rapido (快速急行?, kaisoku kyūkō) (ER)
Da Shinjuku a Fujisawa
Espresso (急行?, kyūkō) (E)
Da Shinjuku a Katase-Enoshima
Locale (各駅停車?, kakueki teisha)
Da Machida o Sagami-Ōno per Katase-Enoshima

### Stazioni
- Tutte le stazioni si trovano nella prefettura di Kanagawa.

Legenda
- ● : Tutti i treni fermano
- ○ : Alcuni treni fermano
- │ : Tutti i treni passano

| Nome                | Giapponese | Distanza | Distanza               | Distanza             | E | ER | Collegamenti                              | Posizione            | Posizione |
| Nome                | Giapponese | Interst. | Totale (da Sagami-Ōno) | Totale (da Shinjuku) | E | ER | Collegamenti                              | Posizione            | Posizione |
| ------------------- | ---------- | -------- | ---------------------- | -------------------- | - | -- | ----------------------------------------- | -------------------- | --------- |
| Sagami-Ōno          | 相模大野   | -        | 0.0                    | 32.2                 | ● | ●  | Linea Odakyū Odawara                      | Minami-ku Sagamihara |           |
| Higashi-Rinkan      | 東林間     | 1.5      | 1.5                    | 33.8                 | │ | │  |                                           | Minami-ku Sagamihara |           |
| Chūō-Rinkan         | 中央林間   | 1.5      | 3.0                    | 35.3                 | ● | ●  | Linea Tōkyū Den-en-toshi                  | Yamato               |           |
| Minami-Rinkan       | 南林間     | 1.5      | 4.5                    | 36.8                 | ● | │  |                                           | Yamato               |           |
| Tsuruma             | 鶴間       | 0.6      | 5.1                    | 37.4                 | │ | │  |                                           | Yamato               |           |
| Yamato              | 大和       | 2.5      | 7.6                    | 39.9                 | ● | ●  | Linea Sagami principale                   | Yamato               |           |
| Sakuragaoka         | 桜ヶ丘     | 2.2      | 7.6                    | 42.1                 | │ | │  |                                           | Yamato               |           |
| Kōza-Shibuya        | 高座渋谷   | 2.0      | 11.8                   | 44.1                 | │ | │  |                                           | Yamato               |           |
| Chōgo               | 長後       | 2.2      | 14.0                   | 46.3                 | ● | │  |                                           | Fujisawa             |           |
| Shōnandai           | 湘南台     | 1.8      | 15.8                   | 48.1                 | ● | ●  | Linea blu Yokohama Linea Sagami Izumino   | Fujisawa             |           |
| Mutsuai-Nichidaimae | 六会日大前 | 1.5      | 17.3                   | 49.6                 | │ | │  |                                           | Fujisawa             |           |
| Zengyō              | 善行       | 2.4      | 19.7                   | 52.0                 | │ | │  |                                           | Fujisawa             |           |
| Fujisawa-Hommachi   | 藤沢本町   | 1.6      | 21.3                   | 53.6                 | │ | │  |                                           | Fujisawa             |           |
| Fujisawa            | 藤沢       | 1.8      | 23.1                   | 55.4                 | ● | ●  | Linea principale Tōkaidō Linea Enoden     | Fujisawa             |           |
| Hon-Kugenuma        | 本鵠沼     | 1.5      | 24.6                   | 56.9                 | ○ | │  |                                           | Fujisawa             |           |
| Kugenuma-Kaigan     | 鵠沼海岸   | 1.3      | 25.9                   | 58.2                 | ○ | │  |                                           | Fujisawa             |           |
| Katase-Enoshima     | 片瀬江ノ島 | 1.7      | 27.6                   | 59.9                 | ● | ●  | Linea Enoden (Enoshima) Monorotaia Shōnan | Fujisawa             |           |